# Claude François Alexandre Houtteville
Claude François Alexandre Houtteville (1686 à Paris - 9 novembre 1742 à Paris) est un homme d'Église et écrivain religieux français.

## Biographie
Oratorien et prêtre, il enseigne l'histoire ecclésiastique à Tours avant de devenir secrétaire du cardinal Dubois. En 1722, il est élu membre de l'Académie française, dont il est secrétaire perpétuel en 1742.
Partisan de Malebranche et farouche adversaire de Spinoza, il dénonce dans sa Religion chrétienne prouvée par les faits la tolérance religieuse qui se répand en France à la mort de Louis XIV ; selon lui, elle ne peut mener qu'à l'impiété et l'athéisme. Paru en 1722, cet ouvrage est vivement critiqué, à tel point que Houtteville en donnera en 1740 une nouvelle version fortement remaniée. Il continue néanmoins à y dénoncer la tolérance et les dangers qui adviennent quand « on laisse chacun arbitre de ses opinions particulières et libre de se composer à son gré sa propre religion ». Voltaire à son tour dénoncera ses propos, en évoquant de la tolérance « que l'abbé Houtteville appelle dogme monstrueux, dans sa déclamation ampoulée et erronée sur des faits, et que la raison appelle l'apanage de la nature ».
Claude François Houtteville est également l'auteur d'un Essai philosophique sur la Providence, paru en 1728.